# Koreanisches Barbecue
Koreanisches Barbecue (koreanisch: 고기구이 Gogigui, „Fleischbraten“) ist eine in der koreanischen Küche verbreitete Methode zum Grillen von Fleisch, in der Regel Rind, Schwein oder Geflügel. Der Begriff Barbecue leitet sich von der Bedeutung für Grillen in der englischen Sprache ab.

## Definition
Solche Gerichte werden oft auf Gas- oder Holzkohlegrills zubereitet, die in den Esstisch eingebaut sind. Einige koreanische Restaurants, die keine eingebauten Grills haben, stellen ihren Gästen tragbare Öfen zur Verfügung, die sie an ihren Tischen benutzen können. Alternativ dazu bereitet ein Koch auf einem zentral aufgestellten Grill Gerichte zu, die auf Bestellung zubereitet werden. Bei Zusammenkünften in privaten Wohnungen können die Gerichte mit entsprechender Ausstattung zubereitet werden.
Die bekannteste Form von Gogigui ist Bulgogi, das in der Regel aus dünn geschnittenem, mariniertem Rinderfilet oder -lende zubereitet wird. Eine weitere beliebte Form ist Galbi, das aus marinierten Rinderrippen zubereitet wird. Gogigui umfasst jedoch auch viele andere Arten von marinierten und nicht marinierten Fleischgerichten und kann in verschiedene Kategorien unterteilt werden. Koreanisches Barbecue ist in Korea sehr beliebt, hat als Essenstrend aber auch weltweit an Popularität gewonnen.

Koreanisches Barbecue mit Beilagen

## Mariniertes Grillfleisch
Bulgogi ist die beliebteste Variante des koreanischen Barbecues. Vor dem Grillen wird das Fleisch mit einer Mischung aus Sojasauce, Zucker, Ingwer, Frühlingszwiebeln, Sesamöl, Knoblauch und Pfeffer mariniert. Traditionell werden auch Birnen in der Marinade verwendet, um das Fleisch zarter zu machen, aber in jüngerer Zeit werden alternativ auch Kiwi und Ananas verwendet. Traditionell wird das Fleisch auf Grillstäben oder auf gelochten, kuppelförmigen Grillplatten gegrillt, die auf einer Feuerstelle stehen, aber auch in der Pfanne ist es inzwischen üblich.
Galbi wird aus kurzen Rinderrippen zubereitet, die in einer Sauce mariniert werden, die Mirin, Sojasauce, Wasser, Knoblauch, braunen Zucker, Zucker und geschnittene Zwiebeln enthalten kann. Es soll am besten schmecken, wenn es mit Holzkohle oder Ruß („verbrannte Holzspäne“) gegrillt wird.
Jumulleok ist ein mit Sesamöl, Salz und Pfeffer mariniertes Kurzsteak. Es ähnelt fast dem unmarinierten Gogigui und unterscheidet sich von anderen Arten durch seine steakähnliche, saftige Konsistenz. Jumulleok wird auch häufig mit in Scheiben geschnittener Ente anstelle von Rindfleisch zubereitet.
Dwaeji-Bulgogi, oder würziges Schweinefleisch, ist ebenfalls ein beliebtes Gogigui-Gericht. Es unterscheidet sich von Rindfleisch-Bulgogi dadurch, dass die Marinade nicht auf Sojasauce basiert, sondern in Saucen auf der Basis von Gochujang und/oder Gochu Garu (koreanisches Chilipulver) eingelegt wird. Der Geschmack ist in der Regel besser, wenn fettere Schweinefleischstücke verwendet werden, z. B. Schweineschulter oder Schweinebauch.

## Unmariniertes Grillfleisch
Chadolbegi ist ein Gericht aus dünn geschnittener Rinderbrust, die nicht mariniert wird. Sie sind so dünn geschnitten, dass sie sofort anbraten, sobald sie in eine erhitzte Pfanne gelegt werden.
Samgyeopsal wird aus dickeren, ungesalzenen Schweinebauchstreifen zubereitet. Er hat fettige Stellen und ist zart. In Korea wird Samgyeopsal häufiger gegessen als Chadolbegi, da Schweinefleisch vergleichsweise günstiger ist.
Lendenstücke und knochenlose Rippen sind ebenfalls eine beliebte Wahl als unmarinierte Variante von Gogigui.

## Beilagen
Gogigui wird mit verschiedenen Banchan (Beilagen) serviert. Die beliebtesten Beilagen sind Reis und Kimchi. Zu den Fleischgerichten gibt es in den Restaurants immer einen grünen Zwiebelsalat namens Pajeori und ein frisches Gemüsegericht mit Salat, Gurken und Paprika. Weitere beliebte Beilagen sind Spinat, Eierrollen-Omelett, scharfer Rettichsalat und Eiersoufflé. Eine beliebte Art, koreanisches Barbecue zu essen, ist das Umwickeln des Fleisches mit Salat und/oder Perillablättern und das Hinzufügen von Gewürzen wie Pajoeri (scharfer Zwiebelsalat) und Samamjang (eine scharfe Paste aus Doenjang und Gochujang).
Koreanisches Barbecue wird auch gerne mit alkoholischen Getränken wie Bier, Soju, Makgeolli oder Wein kombiniert.

## Galerie

Koreanisches Barbecue
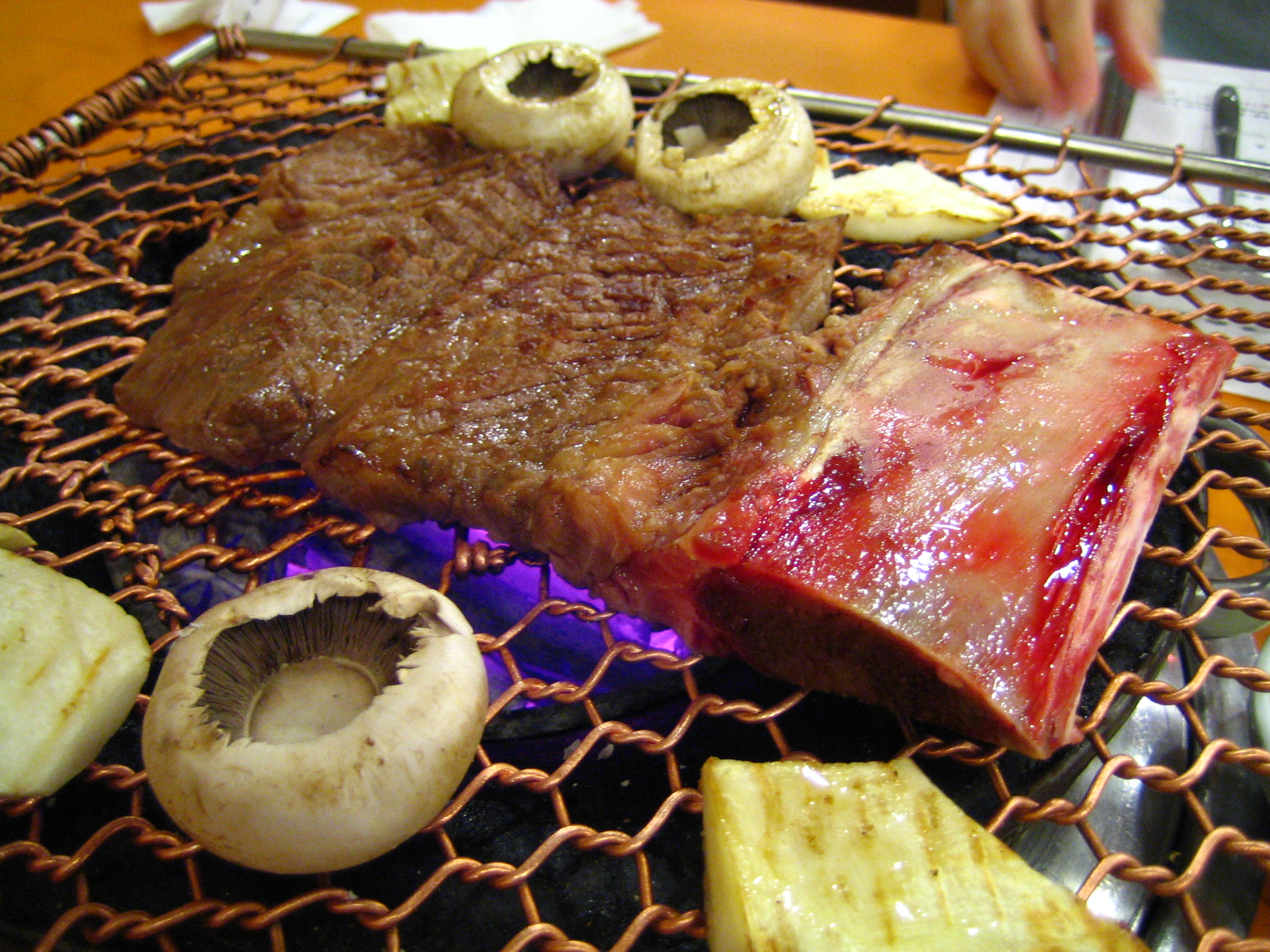
Garbi
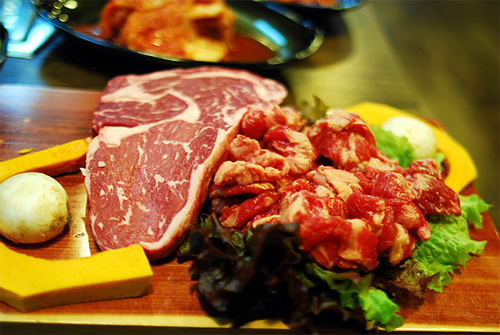
Frisch geschnittene Kotelettstränge und Rippen ohne Knochen
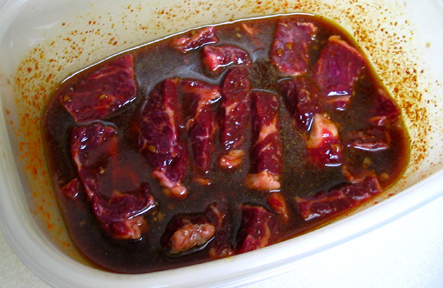
Mariniertes Galbi ohne Knochen
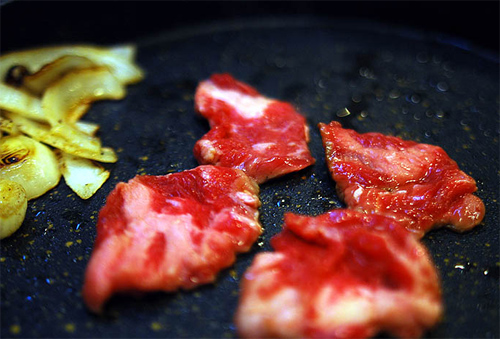
Galbisal, Rippchen ohne Knochen vor dem Grillen
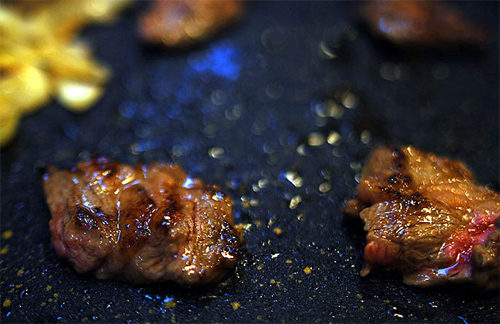
Galbisal, gegrillt
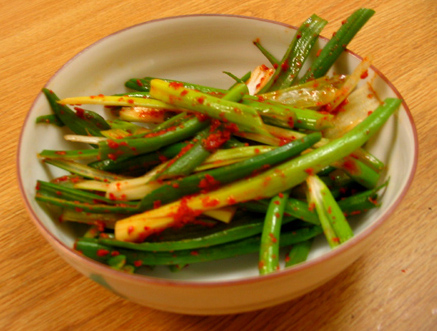
Eine Beilage aus Pajeori (파절이), grünem Zwiebelsalat